# Filoxenita
La filoxenita és un mineral de la classe dels sulfats.

## Característiques
La filoxenita és un sulfat de fórmula química (K,Na,Pb)₄(Na,Ca)₂(Mg,Cu)₃(Fe3+0,5Al0,5)(SO₄)₈. Cristal·litza en el sistema triclínic. Es tracta d'un nou tipus d'estructura, i una combinació única d'elements.

## Formació i jaciments
Va ser descoberta a la fumarola Arsenàtnaia, al segon con d'escòries de la fractura principal del volcà Tolbàtxik, a l'óblast de Kamtxatka (Districte Federal de l'Extrem Orient, Rússia). Es tracta de l'únic indret on ha estat trobada aquesta espècie mineral.